# Großer Perlmuttfalter
Der Große Perlmuttfalter (Speyeria aglaja, Syn.: Argynnis aglaja) ist ein Schmetterling (Tagfalter) aus der Familie der Edelfalter (Nymphalidae). Das Artepitheton leitet sich von Aglaia, einer der drei Grazien aus der griechischen Mythologie, ab.

## Merkmale
Die Falter erreichen eine Flügelspannweite von 50 bis 55 Millimetern und sind mit ihrer Größe, die etwas kleiner als die des Kaisermantels (Argynnis paphia) ist, eine der größten europäischen Perlmuttfalter. Sie haben orangefarbene oder gelbbraune Flügeloberseiten, die mit schwarzen Flecken und Querbändern gemustert sind. Der Flügelrand ist breit dunkel gesäumt. Dahinter reihen sich Dreiecksflecken, die in den schwarzen Rand hineinreichen. Die Flügelunterseiten der Hinterflügel sind gelbbraun, in den zwei inneren Dritteln, bzw. in der Basalhälfte, sind sie leicht grünlich und haben zahlreiche, helle Perlmuttflecken. Am Flügelaußenrand sind ebenfalls helle Flecken gereiht. Die Unterseiten der Vorderflügel sind mehr orange gefärbt und weisen schwarze Flecken auf. Die Männchen besitzen auf drei nur leicht verbreiterten Längsadern im hinteren Teil der Vorderflügel Duftschuppen, welche Pheromone abgeben, um Weibchen anzulocken.

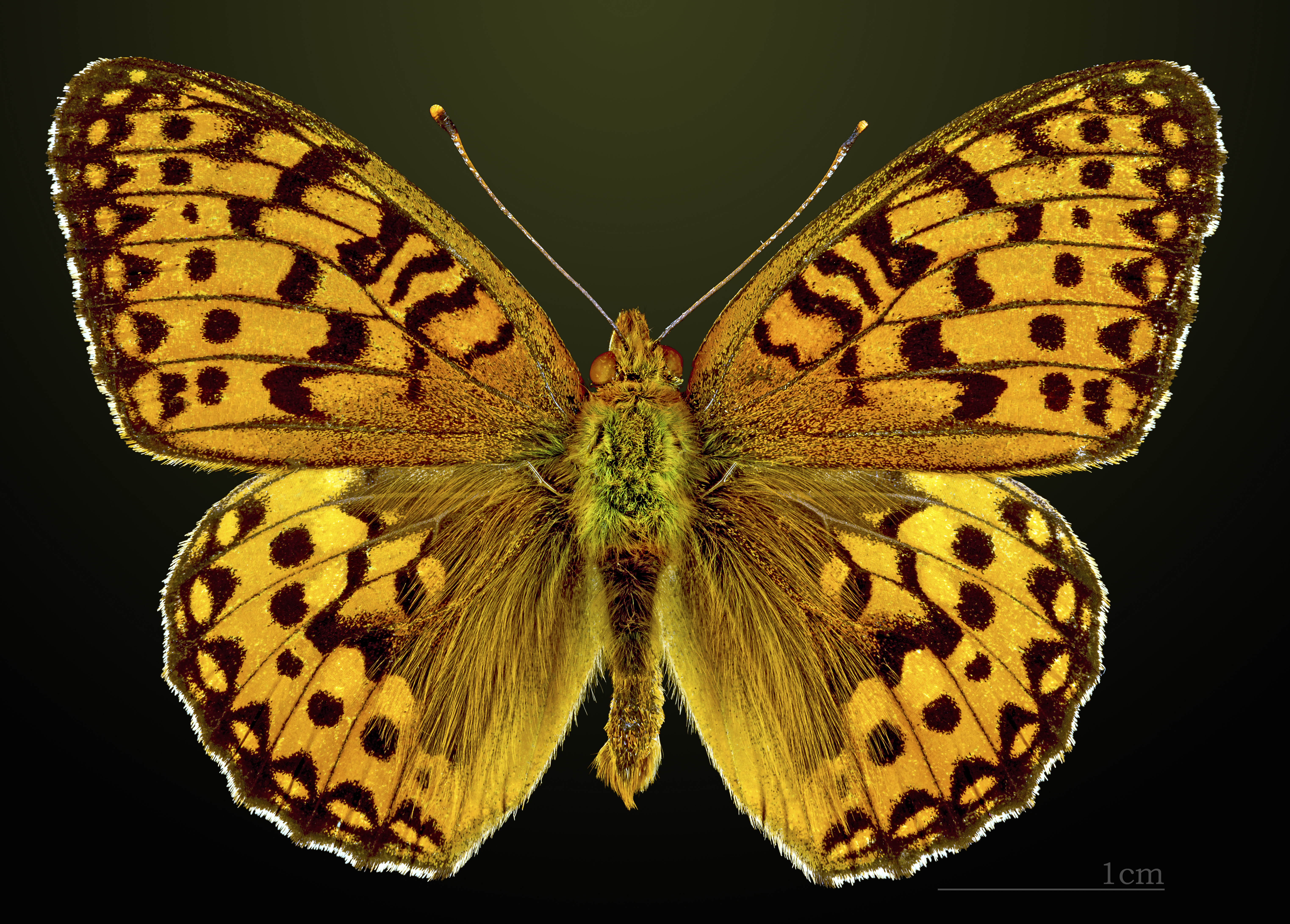
Großer Perlmuttfalter
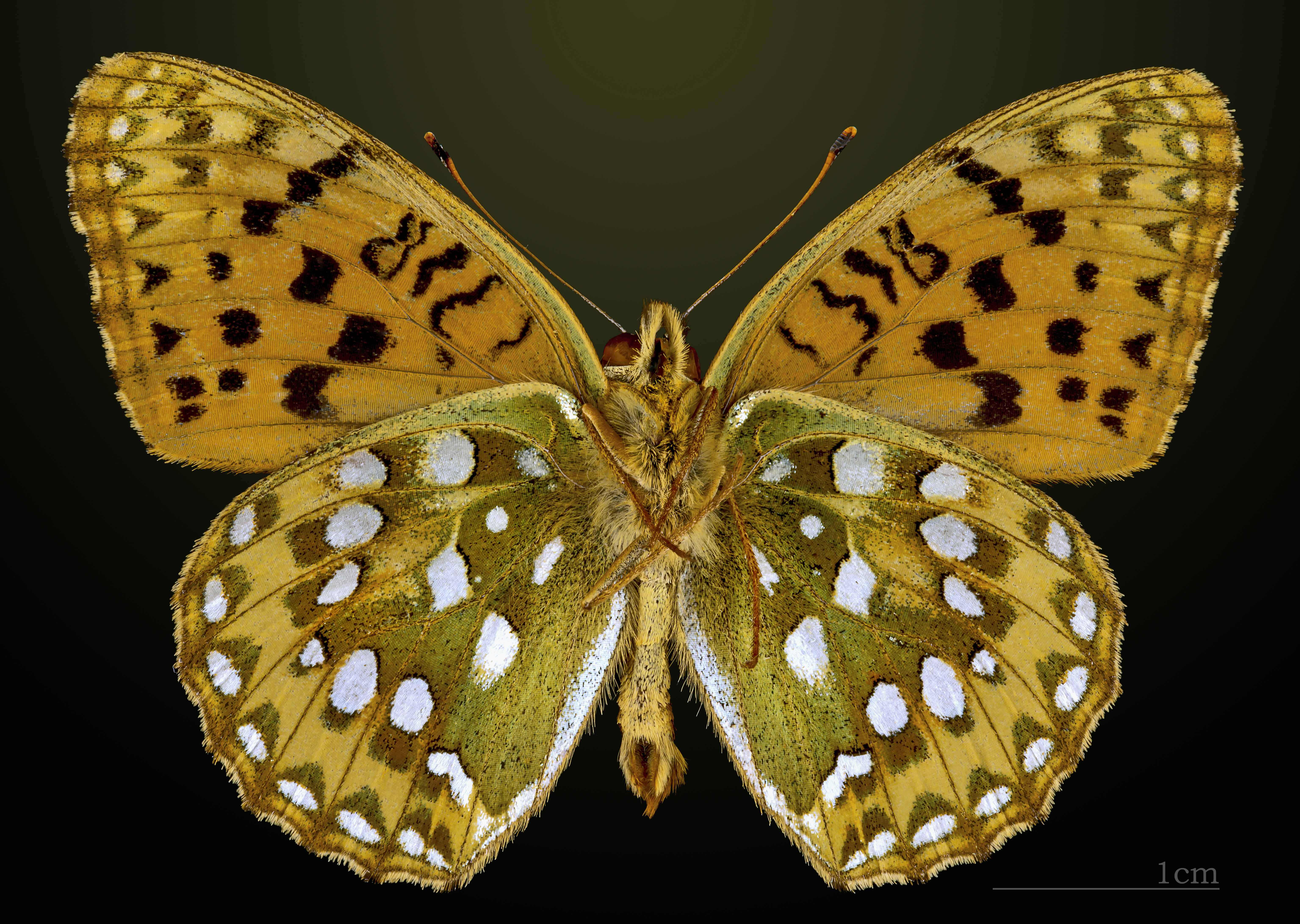
△ Großer Perlmuttfalter

Die Raupen werden ca. 38 Millimeter lang. Sie sind schwarz und tragen an den Seiten jeweils rotorange Punktreihen. Junge Raupen sind zusätzlich weiß gezeichnet. Die Raupen haben lange, schwarze und verästelte Dornen.

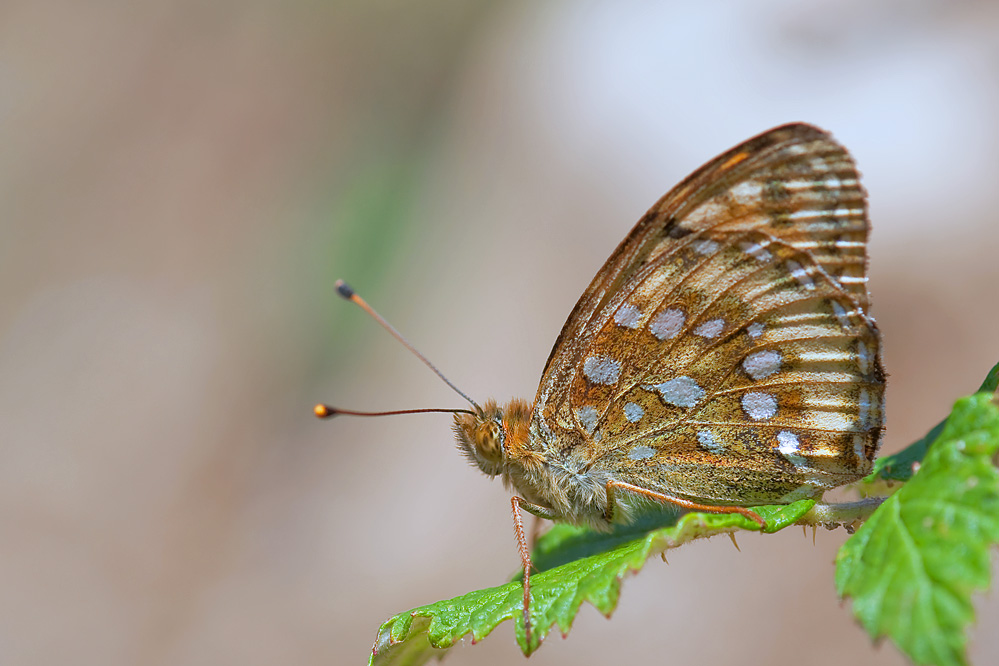
Argynnis aglaja, Flügelunterseite

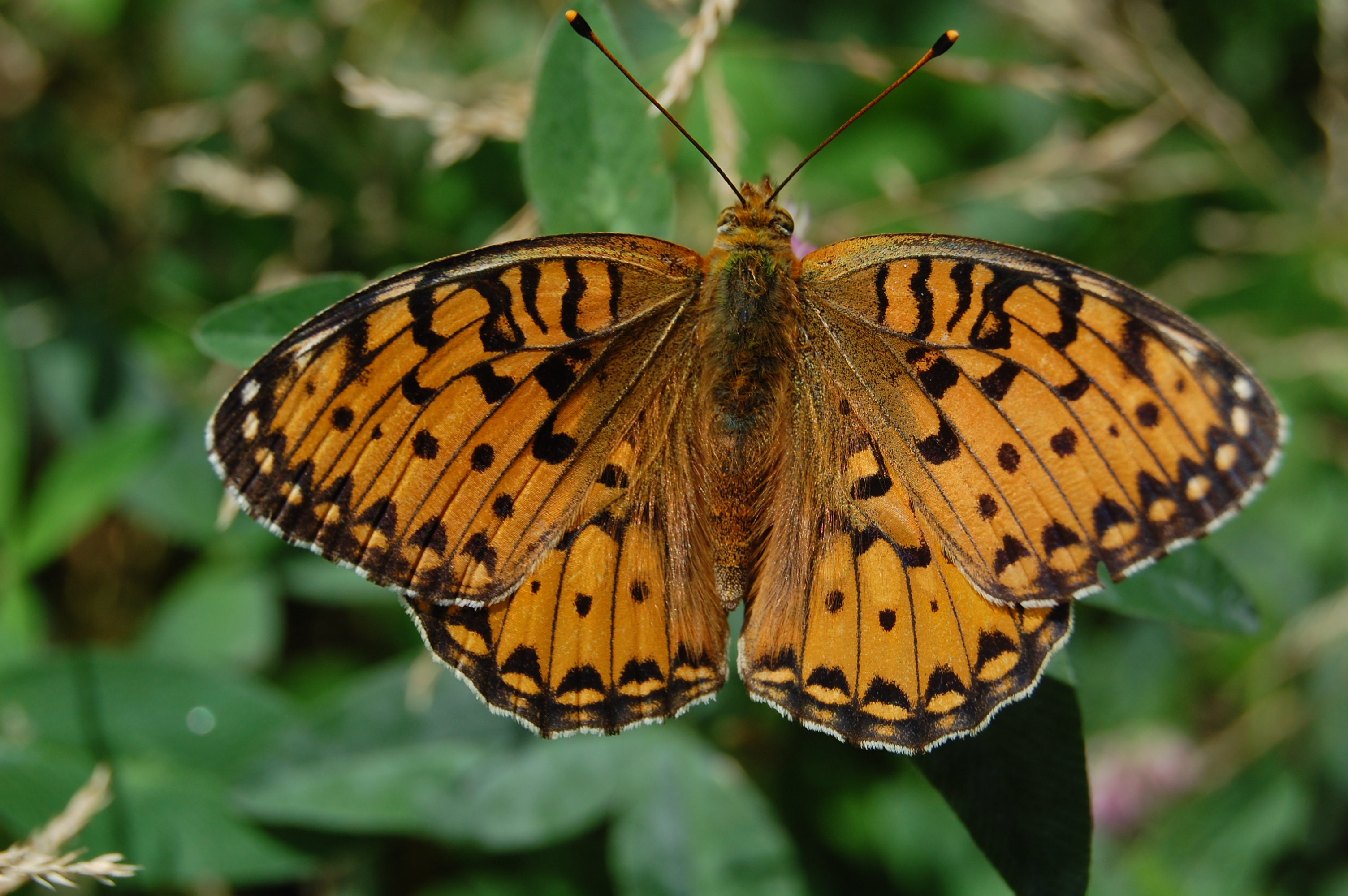
Argynnis aglaja, Am Hildesheimer Wald

## Systematik
Das Artepitheton aglaja kommt vom altgriechischen Wort ἀγλαΐα, das Glanz, Pracht bedeutet. Carl von Linné vergab 1758 den Namen Papilio aglaja zweimal, zuerst an einen Weißling aus Südostasien, heute bekannt unter Delias aglaja, danach an den Großen Perlmuttfalter. Linné erkannte seinen Irrtum und ersetzte 1767 den Weißlingsnamen durch Papilio pasithoe, was den Nomenklaturregeln zufolge nur zu einem Synonym führte. Der Große Perlmuttfalter ist auch unter dem Synonym Mesoacidalia aglaja, L. bekannt.

## Vorkommen
Die Tiere kommen in ganz Europa, Marokko und fast ganz Asien bis nach Japan vor. Ihre Verbreitung erstreckt sich bis ca. 2.200 m Seehöhe. Sie leben in Wäldern, aber auch auf offenem Gelände wie z. B. auf Wiesen, Heiden, Mooren und Trockenrasen. Sie bevorzugen basische Böden und sind nicht selten, stellenweise aber im deutlichen Rückzug.

### Flug- und Raupenzeiten
Sie fliegen in einer Generation von Juni bis August.

## Nahrung der Raupen
Die Raupen ernähren sich von Veilchen-Arten (Viola), besonders von Rauen Veilchen (Viola hirta), aber auch von Hunds-Veilchen (Viola canina) und Sumpf-Veilchen (Viola palustris).

## Entwicklung
Die Weibchen legen ihre Eier einzeln auf Stängel und Blattunter- und -oberseiten ihrer Futterpflanzen. Die nach zwei bis drei Wochen schlüpfenden Raupen fressen nur die Eischalen, um gleich danach in Winterruhe zu gehen. Ihre Entwicklung beginnt erst im nächsten Jahr. Sie verpuppen sich in braunen Stürzpuppen, die keine Silberflecken tragen, am Stängel nahe am Boden.